# Rivulus glaucus
Rivulus glaucus är en fiskart som beskrevs av Bussing, 1980. Rivulus glaucus ingår i släktet Rivulus och familjen Rivulidae. Inga underarter finns listade i Catalogue of Life.